# Nowy Dwór (osada w województwie łódzkim)
Nowy Dwór – osada w Polsce położona w województwie łódzkim, w powiecie skierniewickim, w gminie Nowy Kawęczyn.
W latach 1975–1998 miejscowość administracyjnie należała do województwa skierniewickiego.